# Albert Skeel

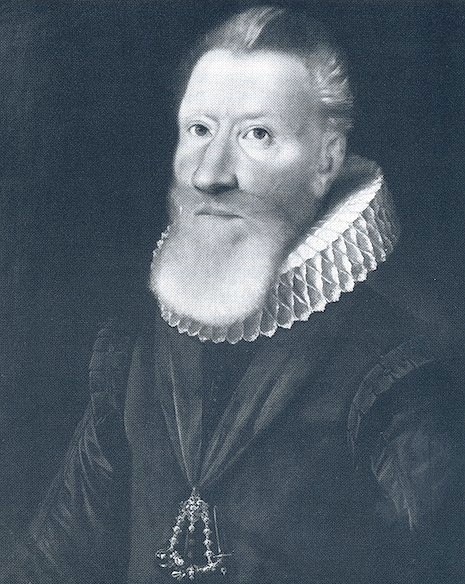
Reichsadmiral Albret Skeel

Albert Skeel (dänisch Albret Skeel; * 23. November 1572 auf Schloss Fussingø; † 9. April 1639 auf Schloss Riberhus) war ein dänischer Admiral und Staatsmann.

## Leben

### Herkunft und Familie
Albert war Angehöriger des dänischen Adelsgeschlechts Skeel. Er war ein Sohn des Christen Skeel (1543–1595) und der Margrethe Ottesdatter, geborene Brahe (1551–1614). Er vermählte sich 1601 mit Berte Nielsdatter Friis af Hesselager (1583–1652). Aus der Ehe gingen acht Kinder hervor.

### Werdegang

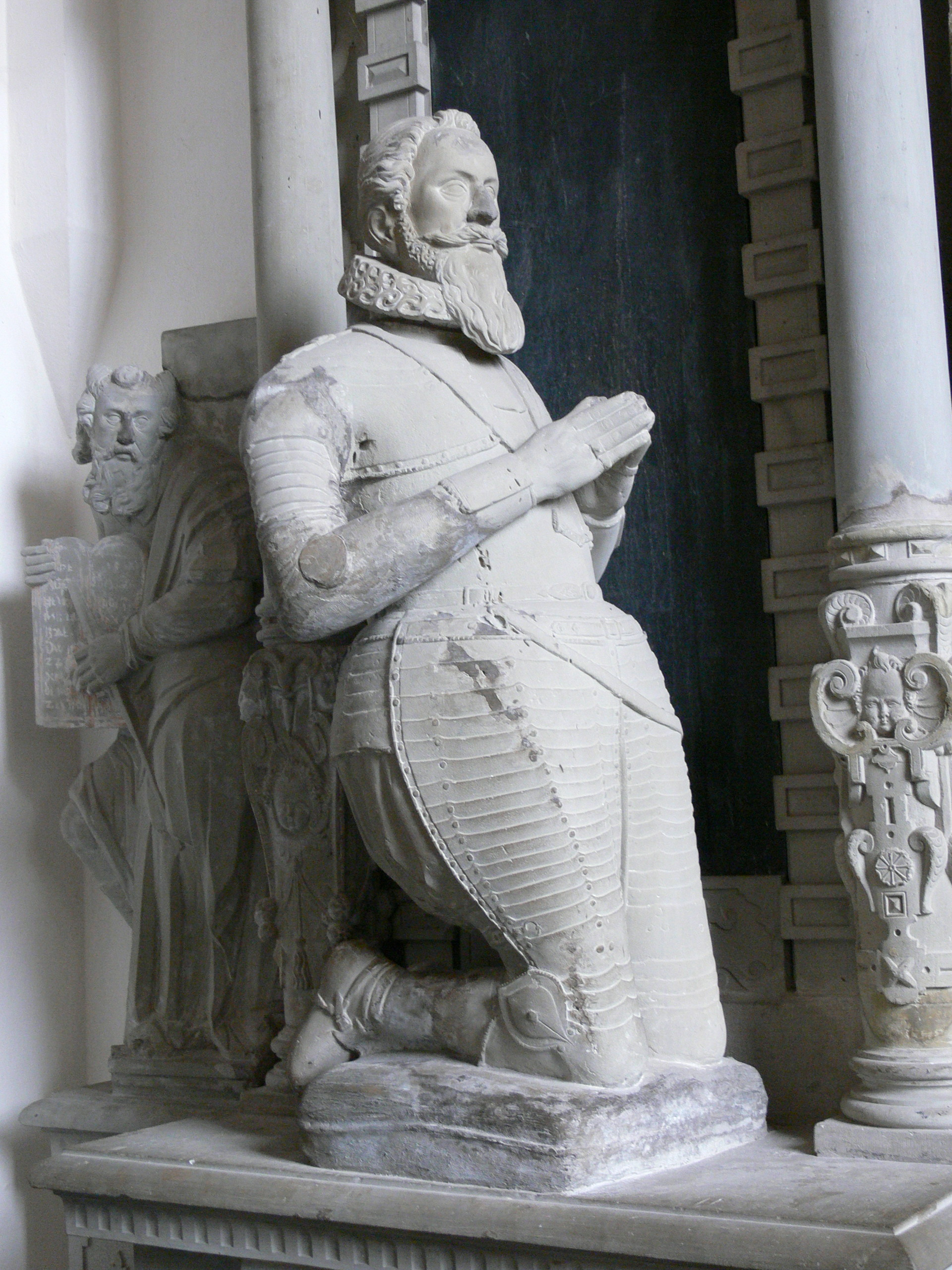
Epitaph für Albert Skeel im Dom zu Ribe

Skeel absolvierte ab seinem 9. Lebensjahr seine Schulbildung in Viborg. Anschließend absolvierte er seit 1586 sein Grand Tour mit Stationen an der Universität Straßburg (1586–1587), der Universität Padua (1590), der Universität Siena und zwei sich anschließenden Jahren in Frankreich.
Nach seiner Rückkehr in Dänemark wurde Skeel 1594 Hofjunker bei Christian IV. und begleitete diesen 1597 auf dessen Brautwerbung an den Hof des Kurfürsten von Brandenburg. Anschließend begleitete er Herzog Ulrich in den Jahren 1597 bis 1598 als Hofmeister auf dessen Tour nach Frankreich, England und Schottland. Bei der Gelegenheit immatrikulierte er sich an der Universität Orléans. Nach seiner Rückkehr war er bis 1601 Gerichtsangestellter. 1599 fuhr er als Schiffskapitän mit dem König zum Nordkap und 1600 bereits als Unteradmiral auf der abgebrochenen Reise nach Akershus. Er war in den Jahren 1601 bis 1627 und noch einmal 1629 bis 1639 Kommandant von Schloss Riberhus. 1603 begleitete er den König nach Hamburg und während dessen Reise nach England 1606 war er sein Marschall. Als Rittmeister führte er 1609 die Adelsfahne von Ribe. Er konnte sich im Kalmarkrieg bereits 1611 auszeichnen, nahm am erfolgreichen Sturm auf die Festung Älvsborg teil und wurde 1614 Kriegskommissar. Noch in Anerkennung seiner Verdienste im Krieg wurde er 1616 Ritter des Væbnede Arms Orden und dänischer Reichsadmiral. In den Konflikten der 1620er Jahre zwischen dem König und dem Reichsrat, vor allem um die Kompensation der Gebietsverluste an Schweden in Schleswig-Holstein trat er in seiner Admiralsfunktion als erfolgreicher Vermittler auf. Hierbei wurde er mit diplomatischen Missionen 1618 nach Gottorp und 1620 nach Bremen betraut. 1620 führte er die dänische Flotte als Machtdemonstration gegen die Niederlande in die Nordsee, gab aber nach Meinungsverschiedenheiten mit dem König 1623 sein höchstes Amt an Claus Daa ab. Als dänischer Unterhändler war er einer der Architekten des viel gelobten Lübecker Friedens.
Skeel zog sich auf seine Landgüter zurück und investierte dort seine Gewinne aus dem Verkauf von Getreide und Holzeinschlag. Er beteiligte sich als Reeder und Großhändler rege am Salz- und Außenhandel, deponierte 1625 bei der Ostindien-Kompanie 20.000 Reichstaler. Skeel war Erbherr auf den dänischen Landgütern Holbækgaard (seit 1613), Fusingø (seit 1617), Katholm (von 1616 bis 1630), Hessel (seit 1623), Lergrav (seit 1638) sowie Hegnet (seit 1639). Er wurde am 1. Mai 1639 im Dom zu Ribe begraben.